# Frohnsdorf
Frohnsdorf este o comună din landul Turingia, Germania.